# Равашница
Равашница је планина у општини Купрес, Босна и Херцеговина. Њена надморска висина је 1.565 метара.